# سيمون بيرسون
سيمون بيرسون (8 مايو 1982 بإنجلترا في المملكة المتحدة - )  (بالإنجليزية: Simon Pearson)‏ هو لاعب كريكت بريطاني. لعب مع Leicestershire Cricket Board ‏.

## وصلات خارجية
- سيمون بيرسون على موقع إي آس بي آن كريك إنفو (الإنجليزية)